# Jim Bunning
James Paul David Bunning (Southgate, Kentucky, 23 de octubre de 1931-Edgewood, Kentucky, 26 de mayo de 2017), más conocido como Jim Bunning, fue un jugador profesional estadounidense de béisbol que se desempeñó en la posición de lanzador en las Grandes Ligas de Béisbol (MLB). Es miembro del Salón de la Fama del Béisbol.

## Carrera
Bunning jugó como profesional nueve temporadas en Detroit Tigers (1955-1963), después pasó a Philadelphia Phillies (1964-1967), luego a Pittsburgh Pirates (1968-1969), posteriormente a Los Angeles Dodgers (1969), y finalmente, regresó a Philadelphia Phillies, donde jugó dos temporadas (1970-1971), y fue el equipo en el que se retiró.

## Reconocimiento
En 1996, ingresó como miembro al Salón de la Fama del Béisbol.